# HMS Cambria
Le HMS Cambria est un établissement terrestre de formation  de la Royal Naval Reserve, situé à Cardiff, dans le Pays de Galles au Royaume-Uni.

## Historique
Le HMS Cambria a été créé en tant qu'unité de la Royal Naval Reserve pour le sud du Pays de Galles en juillet 1947 et occupait à l'origine des bâtiments à Cardiff Docks (en). Il est resté à Cardiff jusqu'en 1980, lorsque le réaménagement des quais a précipité le déménagement dans l'ancien logement des couples mariés de service à Sully, Vale of Glamorgan (en) dans le Val de Glamorgan. L'unité a déménagé dans la baie de Cardiff en 2020.
Au fil des ans, Cambria, comme de nombreuses autres unités RNR, a exploité un certain nombre de navires ; un dragueur de mines à moteur est remplacé en 1954 par le dragueur de mines à coque en bois Brereton, qui cède à son tour la place à Crichton (1961-76) ; tous ont été rebaptisés HMS St David. En 1978, l'unité a acquis un chalutier converti, qui a de nouveau été rebaptisé St David. Le dernier navire du navire, acquis en 1984, était le nouveau dragueur de mines Waveney, qui n'a pas été renommé et est resté avec le HMS Cambria jusqu'en 1994, date à laquelle une réorganisation de la RNR a conduit à l'abandon des appels d'offres maritimes.
Cambria est l'une des trois seules unités RNR à avoir une unité satellite. La division Swansea-Tawe, basée à Swansea, a commencé sa vie en tant qu'unité sans fil de la Royal Naval Volunteer Reserve en 1932. Ayant commencé sa vie avec une seule recrue, l'unité s'était étendue à 48 membres en 1970. L'unité a été brièvement mise en service en tant qu'établissement terrestre HMS Dragon de 1984 à 1994, mais a ensuite été subordonnée à Cambria et rebaptisée sous son nom actuel.
Elle est aussi le lieu d'accueil du Détachement de la Royal Marines Reserve de Cardiff.